# Булин, Яхим
Яхим Булин (чеш. Jáchym Bulín; 7 сентября 1934 или 9 сентября 1934, Еленя-Гура — 25 мая 2021, Фалун) — чехословацкий прыгун с трамплина, тренер. Участник зимних Олимпийских игр 1956 года.

## Биография
Яхим Булин родился 7 сентября или 9 сентября 1934 года в немецком городе Хиршберг (сейчас Еленя-Гура в Польше).
После Второй мировой войны переехал с родителями в чехословацкий город Гаррахов.
Выступал в соревнованиях по прыжкам с трамплина за «Новы Свет», «Татран» и «Искру» из Гаррахова. Дважды становился чемпионом Чехословакии в 1959—1960 годах.
В 1956 году вошёл в состав сборной Чехословакии на зимних Олимпийских играх в Кортина-дʼАмпеццо. В прыжках с 72-метрового трамплина занял 29-е место, набрав 186,0 очка и уступив 41 очко завоевавшему золото Антти Хювяринену из Финляндии.
В сезоне-1957/58 занял 13-е место в общем зачёте Турне четырёх трамплинов. Лучший результат показал на этапе в Оберстдорфе, где стал шестым.
После окончания выступлений стал тренером. В 1970—1978 годах возглавлял сборную Чехословакии. Впоследствии был главным тренером Швеции и поселился в этой стране, прожив здесь до конца жизни.
Умер 25 мая 2021 года в шведском городе Фалун.